# U.S. Massese 1919
Unione Sportiva Massese 1919 là một câu lạc bộ bóng đá Ý, có trụ sở tại Massa, Tuscany. Massese lần cuối cùng ở Serie B  làvào mùa 1970-71.

## Lịch sử
Câu lạc bộ được thành lập vào năm 1919 với tên là Socà Sportiva Juventus Massa.
Vào mùa hè năm 1991, đội được đổi tên thành Unione Sportiva Massese 1919, nhưng năm 2009 đội đã bị phá sản.
Vào mùa hè năm 2009, câu lạc bộ đã được làm mới với tên hiện tại khởi động lại từ Eccellenza Tuscany.
Trong mùa 2011-12 đội đã được thăng hạng từ Eccellenza Tuscany / A lên Serie D sau trận playoff.

## Màu sắc và huy hiệu
Màu sắc của đội là đen và trắng.

## Cựu cầu thủ đáng chú ý
- liên_kết=|viền Claudio Vinazzani
- liên_kết=|viền Giorgio Chinaglia
- liên_kết=|viền Roberto Mussi
- liên_kết=|viền Giancarlo Oddi
- liên_kết=|viền Gianluca Pessotto
- liên_kết=|viền Giacomo Lorenzini